# Amphipoea grisea-flavo
Amphipoea grisea-flavo là một loài bướm đêm trong họ Noctuidae.